# 小精子
小精子，本名杨佳川，中文博客撰写者。1977年生于北京，毕业于首都经济贸易大学会计系。自2003年底开始建立个人博客“快乐小V的水晶骰子”。“小精子”来自其博客名称“快乐小V的水晶骰子”的简称，而小V源自其英文名Vicky。原就职于安达信会计师事务所的小精子因其一篇《活在安达信的日子》而闻名
，其博客更新频率较高，文笔轻松风趣，颇受网友追捧。

## "我一代"争议事件
2007年7月《时代》周刊策划了针对当代中国一组追求时尚生活的年轻人的专题报道，并冠以“China's Me Generation”的称呼 ，认为他们不关注时政，只追求个人生活品质，报道围绕小精子和她的朋友们的生活展开。 。小精子不久发表声明不认可文中的观点 。曾获2005年德国之声国际博客大赛“最佳中文博客”的《三联生活周刊》记者王小峰在其著作《不许联想》中认为小精子生活乐观随性 ，此次报道显示西方媒体刻意引导报道方向 。随后，凤凰卫视记者闾丘露薇连线采访当事记者Simon。Simon介绍采访目的在于“希望中国以外的人看到，在中国，关于民主，不是单纯的有和没有，要和不要，黑和白这样的简单。”而小精子只接受电话采访，认为“工作认真也是一种社会责任感，不应该拿着民主的旗帜，来批评他们，这样对他们不公平。 ”网络播客平客对此评论认为“新闻报道从来没有绝对的客观，西方媒体也并不像我们想象的那么公正无私。 ”

## 博客汇编出版
≪快乐小V的水晶骰子（一个外企女金领的快乐魔法）≫，新星出版社，2011年4月1日，ISBN：9787513301961。